# 南穆拉县
南穆拉县是冰岛的一个旧县，位于东部区。盖皮尔角是冰岛最东部的顶点。该县有5285人口，面积3980平方公里。人口密度为每平方公里1.33人。